# Philokartie
Philokartie ist das Sammeln und Erforschen von Postkarten, hierunter sehr häufig Ansichtskarten.
Ein in etwa synonymer Begriff ist Postkartenkunde. Post- und Ansichtskartensammler bzw. -kundler werden als Philokartisten bezeichnet. Der Begriff ist in einer ab dem 1. April 1898 periodisch herausgegebenen französischen Fachpublikation mit dem Titel „Le Philocartiste“ zu finden. Die griechische Vorsilbe phil(o)- bedeutet „liebend“, „freundlich“ oder auch „Freund“; ein Philokartist ist ein „Freund der Karten“ oder „Kartenliebhaber“.
Die erste Sammelwelle bei Ansichtskarten gab es bis etwa 1918, und ein nennenswerter Markt für alte Ansichtskarten bildete sich etwa ab Ende der 1970er Jahre. Die meisten Sammler sind sogenannte Heimatsammler; sie sammeln bevorzugt Ansichtskarten ihres Heimatortes und ihrer Heimatregion.
Häufig wird die Philokartie als Teilgebiet der Philatelie angesehen, obwohl es viele Sammler gibt, die nur Ansichtskarten und keine Briefmarken sammeln. Postkarten sind philatelistische Belege, wenn sie postalisch verschickt werden oder wenn es sich um Ganzsachenkarten handelt.

## Geschichte

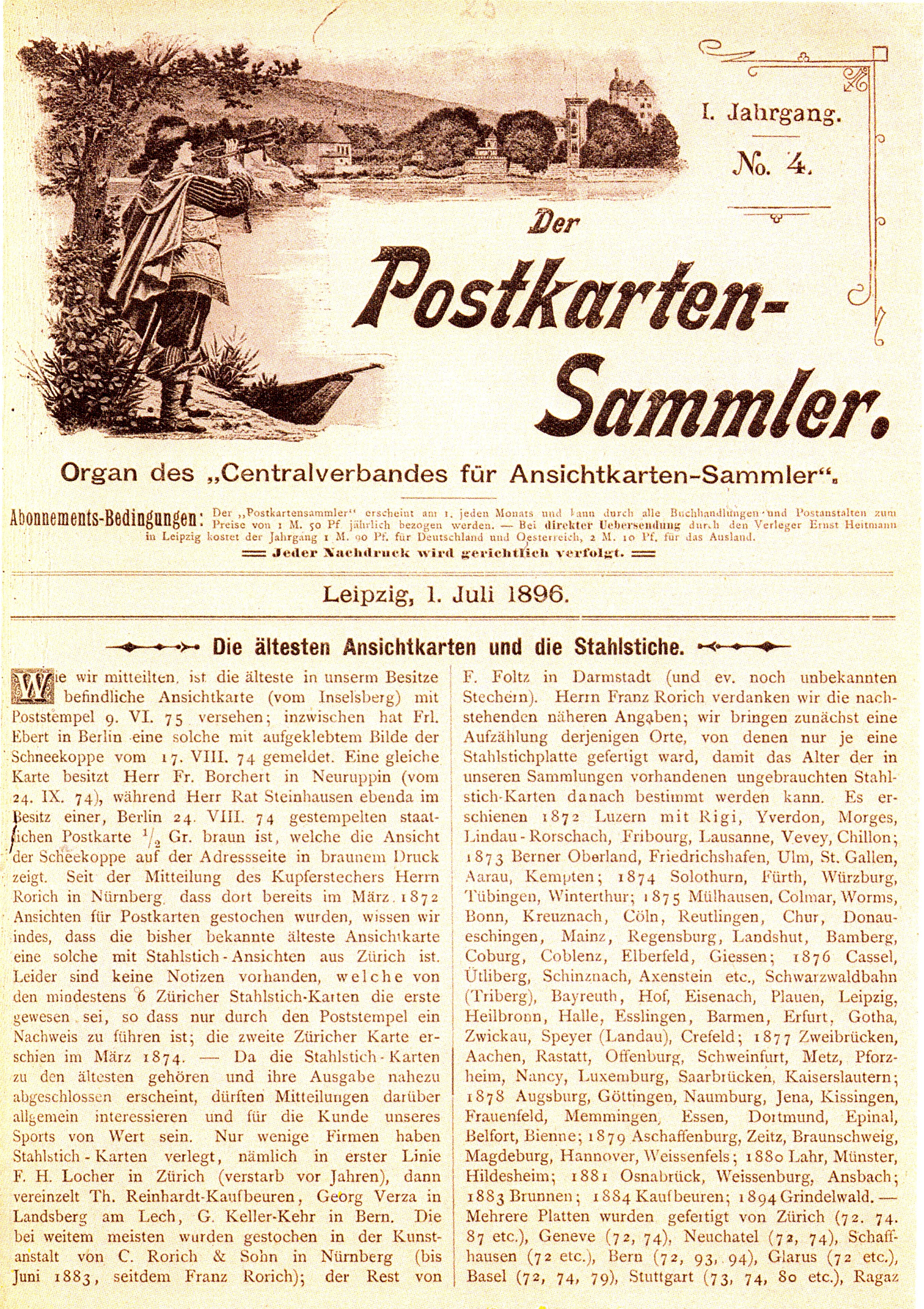
Titelseite einer Zeitschrift für Ansichtskartensammler von 1896

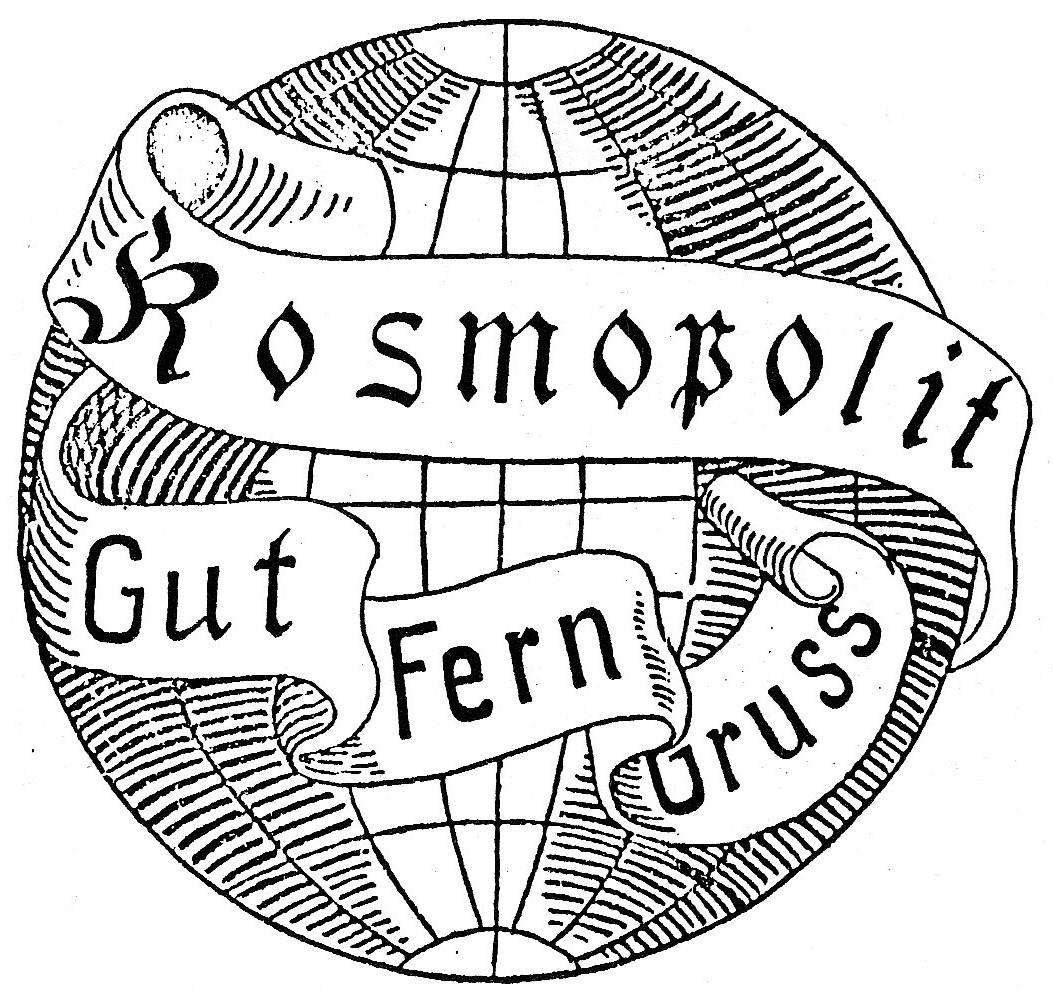
Logo des Weltverbandes Kosmopolit

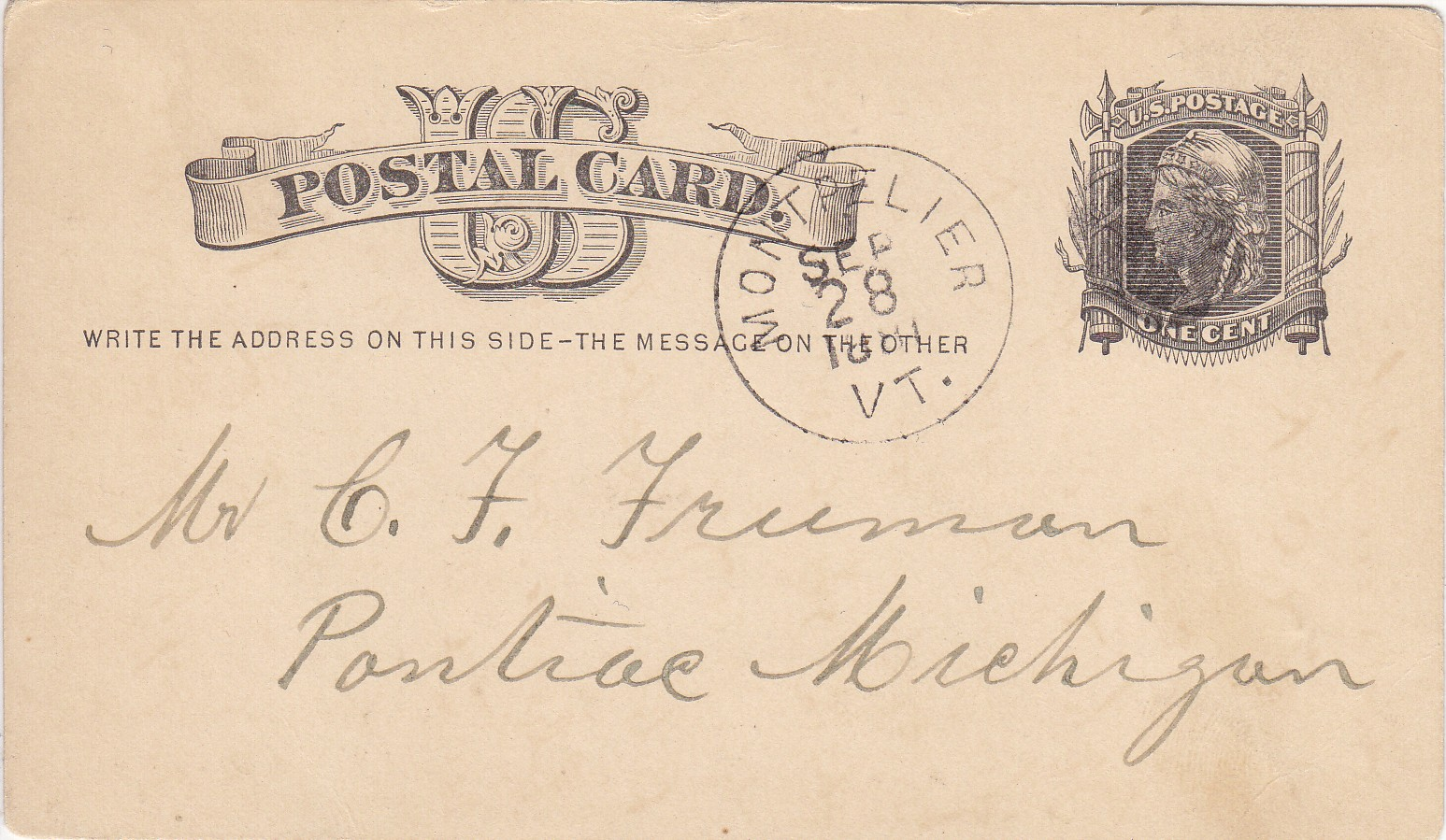
U.S. Ganzsachenpostkarte von 1881

Ansichtskarten hatten kurz vor 1900 einen großen Aufschwung.
Gründe für den Aufschwung waren
- der Einsatz von moderneren, attraktiveren Druckverfahren wie dem Offsetdruck
- die geringe Verbreitung anderer Bildmedien wie Illustrierten oder Fotografien und
- das Fehlen von besseren alternativen Kommunikationsformen – noch kaum jemand hatte ein Telefon und Telegramme waren teuer.
- Außerdem kam es durch neue Verkehrsmittel zu einem stark zunehmenden Reiseaufkommen, hierbei wurden viele Ansichtskarten geschrieben.[6]

Insbesondere in Deutschland und den anderen deutschsprachigen Ländern gab es schon frühzeitig eine ausgeprägte Vorliebe, Post- und Ansichtskarten zu schreiben und Ansichtskarten zu sammeln. Das Kartensammelfieber wurde im Ausland auch als die Deutsche Epidemie bezeichnet, bis sie selbst der Sammelleidenschaft verfielen.
Es gab damals in vielen Haushalten Ansichtskartenalben; aus dieser Zeit sind zahlreiche stilvolle Alben erhalten.

### Erste Sammelwelle bis etwa 1918
Im Mai 1894 wurde der „Sammlerverein für illustrierte Postkarten zu Hamburg“ als erster deutscher philokartistischer Verein gegründet.
Im Verlag Alfred Mello in Göggingen bei Augsburg erschien am 15. Februar 1895 als ältestes deutsches Fachblatt die Monatsschrift für Ansichtskarten-Sammler. Am 1. Mai 1898 fand die erste größere deutsche „Internationale Ausstellung illustrierter Postkarten“ im Grassimuseum in Leipzig statt.
1899 hatte der „Weltsport des Ansichtskartensammeln“ eine Anhängerzahl, welche andere Sammelarten weit in den Schatten stellte. Es gab unter anderem auch einen „Allgemeinen Centralverband der Ansichtskartensammler“ und Fachzeitschriften wie Internationale Ansichtskarten-Revue und Der Ansichtskartensammler.
Bis 1900 erweiterte sich der Kreis der Ansichtskarten-Informationsblätter um mehr als 40 Stück und zwischen 1896 und 1902 gab es in Deutschland mindestens elf Fachzeitschriften.
In den USA hatte die „Post Card Union of America“ um etwa 1910 annähernd 10.000 Mitglieder. 1914 hatte der schon lange nicht mehr existierende Weltverband Kosmopolit 13.000 Mitglieder und verfügte auf fünf Kontinenten über mehr als 100 Konsulate. Deutsche und österreichische Postkartenverlage hatten während der Zeit, als noch Chromolithografien die meistgedruckten Karten waren, eine international führende Rolle bei der Herstellung und behielten sie bis zum Ausbruch des Ersten Weltkriegs. Außerdem war der englische Postkartenverlag Raphael Tuck & Sons lange Zeit international von Bedeutung, und als typisches Beispiel für die erfolgreiche Spezialisierung eines Druckunternehmers auf die Nische der Ansichtskarten mag der Deutsch-Amerikaner Curt Teich dienen, der sich von 1905 an mit steten Innovationen in diesem Markt in den USA einen Namen machte.
Die Zeit von 1897 bis 1918 wird auch als das „Goldene Zeitalter der Ansichtskarte“ bezeichnet. Danach sank die Zahl der Sammler.
In den 1920er Jahren gab es eine kleinere Sammlerwelle, als es Mode wurde, Filmschauspieler und Prominente auf Ansichtskarten abzubilden. In den 1920er- und 1930er-Jahren galt der Ross-Verlag als der in ganz Europa führende Verlag für Postkarten mit Porträts bekannter Filmschauspieler und Postkarten mit Filmszenen – zunächst nur für Deutschland, später auch für das internationale Filmschaffen.

### Retrospektives Sammeln
Ab 1961, mit der Herausgabe des Ansichtskarten-Sammlerbrief der damals gegründeten „Philokartisten Union Europas“, kam über Deutschland hinaus das Sammeln und Tauschen von Ansichtspostkarten durch Privatanzeigen in diesem Blatt langsam in Bewegung. Ein größerer Markt für alte Ansichtskarten bildete sich etwa ab Mitte bis Ende der 1970er Jahre. Kurz zuvor gab es einen Preisanstieg, der die Karten für den Einzelhandel interessant machte.
Die erste deutsche Ansichtskartenauktion wurde durch Willi Bernhard am 29. Dezember 1973 in Hamburg veranstaltet. Im Zuge dieser Entwicklung entstanden auch Ansichtskartenläden, ab 1976 gab es die ersten deutschen Ansichtskartenbörsen in Düsseldorf und Frankfurt am Main, und eine deutschsprachige Fachzeitschrift für Ansichtskartensammler konnte sich wieder etablieren.
Inzwischen gibt es wieder eine Reihe von örtlichen Sammlervereinen und vereinzelte überregionale Vereine. Philatelie und Numismatik sind jedoch deutlich beliebtere Sammelgebiete.

## Sammlungen

### Sammelgebiete
Neben alten Postkarten werden ebenfalls neue Karten gesammelt. Sehr verbreitet ist das Sammeln von Ansichtskarten nach geographischen Kriterien. Philokartisten bezeichnen Abbildungen von Städten, Ortschaften oder Landschaften als topografische Karten.
Andere sammeln bestimmte Sujets (französisch für Themen, Motive), Karten von einzelnen Künstlern oder Künstlergruppen. Dabei haben viele Sammler bevorzugte Verlage oder Druckverfahren wie zum Beispiel Lithografien oder Echtfotokarten.
Manche Sammler sammeln Ansichtskarten einer bestimmten Art (z. B. Halt-gegen-das-Licht-Karten oder Mondscheinkarten). Meist werden die Karten wegen des dokumentarischen oder künstlerischen Wertes geschätzt. Manche Sammler beachten auch den Text der Karten, zum Beispiel Sammler von Feldpostkarten oder von Postkarten aus Kriegszeiten. Auch Gratispostkarten werden gesammelt.

#### Heimatsammlungen
Der weitaus überwiegende Anteil der Ansichtskartensammler sind Heimatsammler, die hauptsächlich Ansichten ihrer regionalen Umgebung sammeln. Das Ziel von vielen Heimatsammlern ist es, möglichst alle Ansichtskarten ihres Heimatortes oder einen historisch möglichst aussagekräftigen Querschnitt davon zu sammeln. Sammler von großen Städten sammeln oft nur Karten von einem Stadtteil.
Heimatsammler setzten innerhalb ihrer Sammlungen oft thematische Schwerpunkte (z. B. Verkehr, Gastronomie, Vereinswesen).
Heimatsammler haben oft ein ausgeprägtes Interesse für Heimatgeschichte; viele von ihnen sammeln noch andere Dinge, die mit der Heimat in Verbindung stehen, wie einschlägige Literatur (z. B. sog. Heimatbücher oder andere Heimatbelege wie Fotos, Korrespondenz, Adressbücher, Reiseprospekte, Firmenbelege, Notgeld, Emailleschilder oder Reklame).
Gerade Heimatsammlungen werden häufig von ihren Besitzern an öffentliche Einrichtungen wie Museen bzw. Archive vererbt oder bereits zu Lebzeiten gestiftet, sie sind häufig wichtige Quellen für die lokalgeschichtliche Forschung.

#### Thematische Sammlungen
Statt einer Heimatsammlung oder als Ergänzung dazu sammeln viele Philokartisten ein oder mehrere thematische Gebiete beziehungsweise Motive. Die Themen reichen von A wie Adel bis Z wie Zeche. Es gibt Sammler für praktisch alles, was auf Postkarten gedruckt wurde. Beliebte Sammelthemen sind zum Beispiel Flugzeuge, Militär, Reklame oder Schauspielerporträts. Eine thematische Sammlung kann auch „topografische“ Karten beinhalten, wenn zum Beispiel Ansichten von Bahnhöfen, Theatergebäuden oder Kirchen gesammelt werden. Bei den Sammelthemen kommt es oft zu einer Überschneidung mit anderen Hobbys und Interessen.

#### Philatelie
Manche Sammler sind in erster Linie Briefmarkensammler und setzen eher Schwerpunkte nach philatelistischen Aspekten wie etwa nach der Besonderheit der Versandart oder besondere Stempel. Diese Sammler bevorzugen postalisch beförderte Stücke.
Ganzsachenkarten wie etwa die sogenannten Bildpostkarten werden mehrheitlich von Philatelisten gesammelt. Bei der Maximaphilie gibt es weitere Gemeinsamkeiten mit der Philatelie.

### Bedeutende Sammlungen

#### Sammlungen von Museen und anderen Institutionen
- Das Altonaer Museum in Hamburg hat 1,5 Millionen Bildpostkarten gesammelt und inventarisiert.[20]
- Eine der größten Sammlungen von Ansichtskarten (etwa 900.000 Exemplare) kann im ungarischen Ort Szerencs auf der Rákóczi-Burg besichtigt werden.[21]
- Eine ebenfalls sehr große internationale Sammlung mit 600.000 dokumentierten Exemplaren ist diejenige von Nikolai Tagrin in Sankt Petersburg.[21][22]
- Die deutschlandweit zweitgrößte Sammlung eines Museums besitzt mit rund 300.000 Exemplaren das Museum für Kommunikation in Berlin.[23]
- Das Musée des Civilisations de l’Europe et de la Méditerranée in Marseille verfügt über eine Sammlung von 140.000 historisch wichtigen Ansichtskarten, die mehrheitlich aus dem ehemaligen Musée national des Arts et Traditions populaires in Paris überführt worden sind.[24][25]

#### Sammlungen aus Verlagsbeständen
- Zum Teil sind alte Firmenarchive erhalten geblieben. Aus dem Archiv des Verlags Brück & Sohn in Meißen gingen mehr als 30.000 Digitalisate an Wikimedia Commons.[26]
- Das Archiv des früheren Postkartenverlags Metz in Tübingen befindet sich mit ca. 270.000 Negativen (viele Glasplatten) im Haus der Geschichte Baden-Württemberg in Stuttgart.[27] Der Verlag galt über Jahrzehnte als der wichtigste Produzent von Ansichtskarten aus Baden und Württemberg. Er sammelte Aufnahmen über mehrere Generationen und beschäftigte über 100 Mitarbeiter in Herstellung und Vertrieb.

#### Sammlungen von Einzelpersonen
- Eine sehr umfangreiche und sehr wertvolle Sammlung von Lithografie-Ansichtskarten aus ganz Deutschland besaß Erzbischof Johannes Dyba, Bischof von Fulda.
- Der Zürcher Industrielle Adolf Feller trug bis zu seinem Tod im Jahr 1931 eine Sammlung von rund 54.000 Karten mit mehrheitlich Schweizer Motiven zusammen, die dem Bildarchiv der Bibliothek der Eidgenössischen Technischen Hochschule Zürich vermacht wurde.[28]
- Sabine Giesbrecht trug Tausende von Karten zu den Themen Musik, Propaganda und Frauen von den Anfängen bis ca. 1945 zusammen. 2010 wurde die Sammlung an die Universitätsstiftung Osnabrück übertragen und werden in der Universitätsbibliothek aufbewahrt. Das Bildpostkartenarchiv Sabine Giesbrecht ist zwischenzeitlich auf über 20.000 Karten angewachsen.[29]
- Der Kapitän Jochen Pahl hat von seiner Heimatinsel Norderney über 10.000 Ansichtskarten (aus dem Zeitraum 1880–1970) mit über 100 Einzelthemen gesammelt.[30]
- Der britische Fotograf Martin Parr besitzt eine Sammlung von mehr als 20.000 Postkarten, von denen viele aus den 1970er Jahren stammen oder noch jünger sind. Er hat seine Sammlung in mehreren Büchern dokumentiert.
- Der Münchner Sammler Karl Stehle (1939–2013) trug seit Studententagen eine einmalige Postkartensammlung mit dem Schwerpunkt „Die Ansichtskarte als Spiegel der Politik im Alltag“ zusammen. Die aus knapp 600.000 Ansichtskarten bestehende Sammlung wurde nach seinem Tod über ein Auktionshaus versteigert, wobei unter anderem eine einzigartige, kaum wieder zusammentragbare Teilsammlung zum Thema Nationalsozialismus bestehend aus 24.000 Karten für 280.000 € nach Russland verkauft wurde.[31][32] Ein weiterer Teil dieser Sammlung waren 2500 Exemplare zur Geschichte der Ansichtskarte.
- Der Münchner Komiker Karl Valentin war ein großer Sammler von Ansichtskarten.[33] Seine Vorliebe waren Altmünchner Ansichten und populäre Persönlichkeiten.[33] 1928 veranstaltete er eine Postkarten-Ausstellung in München.[33]
- Michael Schefers hat eine Postkartensammlung von 15.553 Exemplaren, die alle Brücken zeigen.[34] Die Sammlung ist katalogisiert und digitalisiert und bei Guinness World Records erwähnt.[35]

## Forschung
Obwohl sich viele Philokartisten auf das Sammeln beschränken, gibt es unter ihnen manche, die gleichzeitig auf diesem Gebiet forschen. Wichtige Informationsquellen zum aktuellen Stand der Forschung sind philokartistische Vereinsblätter und Fachzeitschriften. Außerdem gibt es gelegentlich in philatelistischen Fachzeitschriften etwas zum Themenkreis.
Geforscht haben auf diesem Gebiet z. B. Claus-Thorsten Schmidt (über: Franz Scheiner, Weltverband Kosmopolit), Gerhard Stumpp (über: Hans Pernat, Karl Liebhardt) oder Otto May, Arnold Linke (über angebliche Erfinder der Ansichtspostkarte und zur Geschichte der Ansichtskarte). Es gab auch schon Studienabschlussarbeiten (z. B. über Eugen Felle), die zu diesem Gebiet gehören.
Das Bildpostkartenarchiv Sabine Giesbrecht der Universität Osnabrück erforscht vor allem Ansichts- und Motivkarten in ihrem kulturellen Kontext. Die Sammlerin und Professorin für Musikgeschichte Sabine Giesbrecht hat zahlreiche Arbeiten zum Thema verfasst.
Das Wien Museum hat rund 2000 topografische Ansichtskarten mit persönlicher Botschaft. Ab Juli 2021 sind via Crowdsourcing Menschen aufgerufen die Texte zu transkribieren und eventuell ins Deutsche zu übersetzen. Die Texte werden in der Museumsdatenbank online zugänglich gemacht. Eine Ausstellung soll 2023 folgen.

### Forschungsgebiete
- Erforschung von Postkartenverlagen, -künstlern oder -fotografen
- Geschichte und Postgeschichte der Post- und Ansichtskarten
- Erforschung bestimmter Arten von Postkarten
- Auseinandersetzung mit Drucktechniken und -geschichte

Ansichtskarten werden manchmal als Belegstücke und Hilfsmittel für andere Forschungsbereiche verwendet. Es gibt Überschneidungen z. B. im Bereich der Heimatforschung, die öfter auch mit Hilfe alter Ansichtskarten durchgeführt wird. Außerdem gibt es sprach- und kommunikationswissenschaftliche Untersuchungen und Beiträge über die Kommunikation mit der Postkarte. Gleiches gilt für die Ansichtskarte als Bildmedium in der Architekturtheorie.

## Katalogisierung
Bei Ansichtskarten gibt es im Gegensatz zu Briefmarken, Telefonkarten oder Münzen nur für sehr wenige abgegrenzte Sammelgebiete Katalogisierungen von Karten, was bei der enormen Vielzahl der verschiedenen Karten verständlich ist. Auch von kleineren Orten gibt es häufig schon hunderte verschiedener Ansichtskarten. Gerade das macht den Reiz für viele Sammler aus, immer wieder neue Entdeckungen zu machen, um die Sammelgebiete zu vervollständigen. Für Ganzsachenkarten und sogenannte Bildpostkarten gibt es Kataloge mit Preisen.
Als Anhaltspunkte für Preise können Auktionskataloge von spezialisierten Auktionen für Postkarten verwendet werden, oder man kann bei Online-Auktionshäusern im Internet beobachten, welche Preise ähnliche Karten erzielen. Da die Urheberrechte im Laufe der Zeit erlöschen, werden jetzt von immer mehr Orten, Städten, Regionen oder verschiedenen Themengebieten neue Bücher mit alten Ansichtskarten herausgebracht oder im Internet veröffentlicht.

## Preise und Markt
In der Regel sind Ansichtskarten von Großstädten günstiger zu haben als von kleineren Orten. Allgemein gibt es ein niedrigeres Preisniveau bei Orten mit viel Fremdenverkehr und Ausflüglern, da dort viele Ansichtskarten geschrieben werden. So gab es in Großstädten immer schon viel Fremdenverkehr, auch bei Kurorten oder von beliebten Sehenswürdigkeiten gibt es praktisch immer mehr Karten auf der Angebotsseite, und die Durchschnittspreise sind entsprechend niedriger. Meist kosten alte Einzelkarten im Fachhandel zwischen 50 Cent bis knapp über 20 Euro.

### Gesuchte und damit oft eher teurere Postkarten
- Jugendstil, Wiener Werkstätte, Bauhaus-Karten
- Postkarten von bekannten Künstlern
- Propaganda und Militär
- Karten vor 1890 beziehungsweise „frühe Ansichtskarten“
- alte Werbepostkarten
- Flug- und Zeppelinpost
- ehemalige deutsche Ostgebiete und deutsche Kolonien

Viele alte Ansichtskarten werden heute entweder über das Internet verkauft oder über sogenannte Ansichtskartenbörsen. Bedeutendere Ansichtskartenbörsen gibt es in verschiedenen großen Städten; sie finden meist mehrmals im Jahr am selben Ort statt. Vereinzelt gibt es auch Geschäfte mit alten Ansichtskarten, die meist auch Briefmarken, Münzen, Geldscheine oder andere Kleinantika verkaufen.

### Rekordpreise

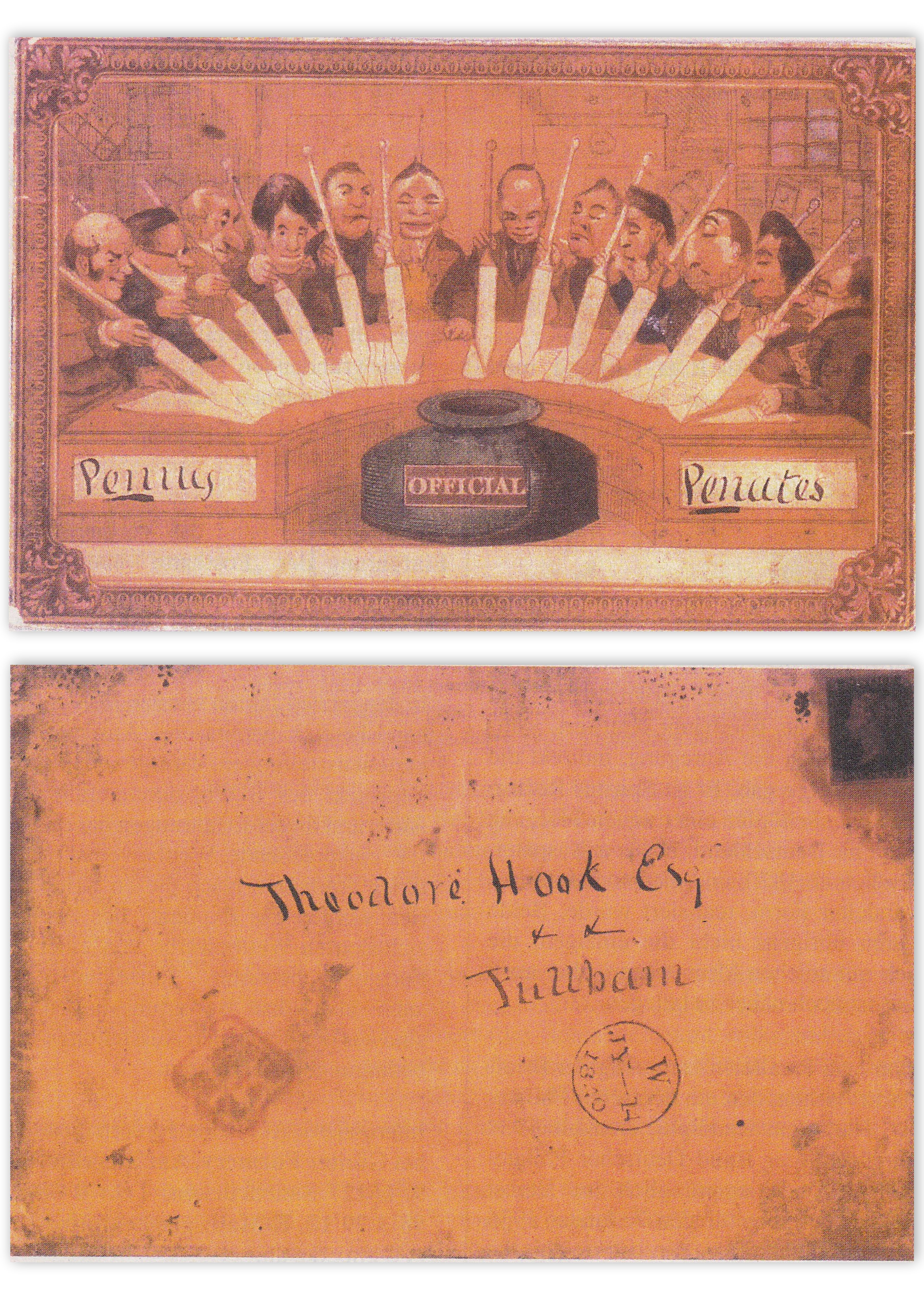
Vorder- und Rückseite der vermutlich ältesten Ansichtskarte der Welt, versteigert 2002 in London für über 31.000 britische Pfund

Die vermutlich älteste Postkarte der Welt wurde im 8. März 2002 insgesamt für 31.758,75 britische Pfund (zum damaligen Kurs rund 50.000 Euro) in London versteigert. Die Versteigerung führte die Firma London Stamp Exchange durch, und das erfolgreiche Gebot betrug ohne Mehrwertsteuer und ohne Aufgeld 27.000 Pfund. Es handelte sich um eine handgemalte, humoristische Ansichtskarte aus dem Jahr 1840 mit der seltenen Penny-Black-Briefmarke. Ein lettischer Sammler namens Eugene Gomberg aus Riga ersteigerte sie.
Zuvor hielt den Preisrekord eine Ansichtskarte von der Titanic, die für etwa 20.000 britische Pfund durch das Londoner Auktionshaus Sotheby’s versteigert wurde. Die Karte wurde während der Passage des gesunkenen Luxusschiffs geschrieben.
Bei der 109. Auktion des Württembergischen Auktionshauses vom 16. bis 17. April 2010 wurde eine Feldpostkarte vom Boxeraufstand mit einem Stempel der Feldpoststation No. 6 für einen Endpreis von 30.000 Euro versteigert.
Hohe Preise erzielen auch Künstlerpostkarten der Wiener Werkstätte oder des Bauhauses.
Hiervon erreichen seltene Spitzenstücke bei Auktionen inzwischen fast regelmäßig Preise von über 10.000 Euro. Einmal erreichte eine Bauhaus-Karte von Paul Klee einen Preis von 22.000 Euro.
Im Juni 2015 wurde eine Ansichtskarte für 166.000 Euro (zuzüglich Provision für über 200.000 Euro) versteigert. Die Karte enthält eine Stadtansicht von Pau in Südfrankreich. Sie wurde von Pablo Picasso als Gruß am 5. September 1918 an den Dichter und Freund Guillaume Apollinaire nach Paris geschickt. Anstelle eines Textes versah Picasso die Postkarte mit einer Zeichnung, die seiner kubistischen Serie „La nature morte“ zuzuordnen sei.
Hochpreisige Raritäten werden oft über spezialisierte Ansichtskartenauktionshäuser versteigert.

## Die Philokartie in Kunst und Kultur
- Der Operettenkomponist Paul Lincke komponierte in der Blütezeit des Sammelns im Jahr 1898 einen Marsch der Ansichtskartensammler.[50][51][52]
- Beim Pariser Karnevalsumzug von 1905 gab es einen eigenen, dem Postkartenfieber vorbehaltenen Festwagen.[50][53]

### Bücher
- Felix Axster: Koloniales Spektakel in 9×14. Bildpostkarten im Deutschen Kaiserreich. Bielefeld 2014, ISBN 978-3-8376-2209-6.
- Günter Formery: Das große Lexikon der Ansichtskarten: eine Enzyklopädie der Philokartie. Phil Creativ, Schwalmtal 2018, ISBN 978-3-928277-21-1.
- Günter Formery, Thomas Fürst: Die Welt des Ansichtskartensammelns. (= Ratgeber für Briefmarkensammler. Band 7). 3., unveränderte Auflage. Phil Creativ, Schwalmtal 2015, ISBN 978-3-932198-91-5.
- Thomas Fürst: Ansichtskarten – eine Bibliografie. (= Ratgeber für Briefmarkensammler. Ergänzungsband/Supplement zu Band 7). Phil Creativ, Schwalmtal 2015, ISBN 978-3-932198-02-1.
- Robert Lebeck, Gerhard Kaufmann: Viele Grüße… Eine Kulturgeschichte der Postkarte. (= Die bibliophilen Taschenbücher. Nr. 458). Harenberg, Dortmund 1985, ISBN 3-88379-458-9.
- Florian Britsch, Peter Weiss: Le avanguardie artistiche e la cartolina postale, Florenz, 1989, ISBN 88-7737-076-9
- Arnold Linke, Wolfram Richter: Ratgeber für Ansichtskartensammler und die es werden wollen. unter Berücksichtigung neuer Forschungsergebnisse. Salzwasser-Verlag, Bremen 2007, ISBN 978-3-86741-091-5.
- Horst Hille: Sammelobjekt Ansichtskarte. Transpress Verlag, Berlin 1989, ISBN 3-344-00401-8.
- Horst Hille: Ansichtskarten sammeln. Phil Creativ, Schwalmtal 1993, ISBN 3-928277-20-0.
- Timm Starl, Eva Tropper: Identifizieren und Datieren von illustrierten Postkarten. Wien 2014, ISBN 978-3-7003-1910-8
- Wolfgang Till: Alte Postkarten – ein Sammlerbuch. 3. Auflage. Weltbild, Augsburg 2006, ISBN 3-8289-0793-8.
- Dieter Weidmann: Postkarten – von der Ansichtskarte bis zur Künstlerkarte. Deutscher Kunstverlag, München/Berlin 1996, ISBN 3-422-06183-5.
- Otto Wicki: Geschichte der Post- und Ansichtskarten. Zumstein & Cie., Bern 1996, ISBN 3-909278-13-2.
- Peter Weiss, Karl Stehle: Reklamepostkarten. Basel, Boston, Berlin 1988, ISBN 3-7643-1937-2
- Clément Chéroux, Ute Eskildsen (Hrsg.): Frankierte Fantastereien – das Spielerische der Fotografie im Medium der Postkarte. Fotomuseum Winterthur, 27. Oktober 2007-10. Februar 2008; Jeu de Paume/Hôtel de Sully, Paris 3. März 2008-18. Mai 2008; Museum Folkwang, Essen 18. Juli 2008-21. September 2008. Ausstellungskatalog, Steidl, Göttingen 2007, ISBN 3-86521-653-6

### Zeitschriften
- AK Express. – Seit 1975 die deutsche Fachzeitschrift für Ansichtskarten-, Heimat-, Motiv- und Forschungssammler; Erscheinungsweise vierteljährlich
- AnsichtsKarten-SammlerBrief: Mitteilungsblatt der AnsichtsKarten-InteressenGemeinschaft (vormals Philokartisten Union Europas seit 1961), als Arbeitsgemeinschaft im Bund Deutscher Philatelisten (BDPh) und Verband Philatelistischer Arbeitsgemeinschaften (VPhA); Erscheinungsweise: halbjährlich.
- Maximaphilie & Philokartie REPORT: Zeitschrift der Arge Maximaphilie & Philokartie, Arbeitsgemeinschaft des Bundes Deutscher Philatelisten e. V.; Erscheinungsweise: dreimal im Jahr
- Horst Hille: Philokartie im Aufwind. Artikelserie. In: Sammler Express. ab Folge 1 im Heft 5/1988 bis Folge 15 im Heft 9/1989